# Habenaria sigillum
Habenaria sigillum är en orkidéart som beskrevs av Louis Marie Aubert Du Petit-Thouars. Habenaria sigillum ingår i släktet Habenaria och familjen orkidéer.
Artens utbredningsområde är Réunion. Inga underarter finns listade i Catalogue of Life.